# Našim
Našim (hebrejsko נשים‎, Ženske ali Žene) je tretji del (red)  Mišne, Tosefte in Talmuda, ki obravnava družinsko pravo. 
Našim vsebuje sedem razprav:
1. Jevamot (יבמות‬, Svaki) obravnava judovski zakon jibbum  (svaška poroka)[1] in druge teme, na primer status mladoletnih otrok. Obsega 16 poglavij.
2. Ketubot (כתובות‬, Predporočna pogodba) obravnava  ketubah – predporočne pogodbe in drugo, na primer devištvo, pravico prve noči in vzajemne obveznosti zakonskega para. Obsega 13 poglavij.
3. Nedarim (נדרים‬, Zaobljube) obravnava različne vrste zaobljub (nedarim) in njihove zakonske posledice. Obsega 11 poglavij.
4. Nazir (נזיר‬, Tisti, ki se vzdrži) obravnava podrobnosti nazirske zaobljube.[2]  Vsebuje 9 poglavij.
5. Sota (סוטה‬, Kljubovalna (nezvesta) žena) obravnava obred sota – preskus žene, osumljene zakonske nezvestobe,[3]  in druge obrede, vključno z govorjenimi obrazci. Obsega 9 poglavij.
6. Gittin (גיטין‬, Dokumenti) se ukvarja s koncepti razveze zakona in drugimi dokumenti. Vsebuje 4 poglavja.
7. Kiddušin (קידושין‬, Zaroka) obravnava zaroko in zakone o dedovanju. Vsebuje  4 poglavja.

## Vrstni red razprav
- Jevamot je prva, ker se v nasprotju z drugimi razpravami v veliki meri ukvarja z obvezno zapovedjo (svaška poroka) in ne s prostovoljnimi zaobljubami.
- Sledi razprava Ketubot, ker naznanja začetek zakonskega življenja.
- Sledi Nedarim, ker se je nekoč moški poročil z žensko in ima zato (pod določenimi pogoji) pravico, da razveljavi ženine zaobljube.
- Nazim se ukvarja s posebnimi zaobljubami in njihovimi posledicami.
- Predzadnja razprava obravnava razvezo zakona in razvezo zaradi ženine nezvestobe.
- Kiddushin je zadnja razprava, ki obravnava status ženske po ločitvi: ločenka se lahko zaroči s katerim koli moškim.

Gemaro za vse razprave Našima imata tako Babilonski kot Jeruzalemski Talmud. 

## Vir
- Isidore Singer in drugi uredniki (1901–1906): Nashim, Jewish Encyclopedia, New York: Funk & Wagnalls Company.